# Hypobathrum microcarpum
Hypobathrum microcarpum là một loài thực vật có hoa trong họ Thiến thảo. Loài này được (Blume) Bakh.f. mô tả khoa học đầu tiên năm 1963.